# Лаврухин, Юрий Николаевич (художник)
Ю́рий Никола́евич Лавру́хин (22 января 1924, с. Важины, Петроградская губерния, РСФСР, СССР — 7 июня 2016) — советский и российский график, заслуженный художник России, член Союза художников России, действительный член Петровской академии наук и искусств.

## Биография
Родился 22 января 1924 года в селе Важины Петроградской губернии. Участвовал в Великой Отечественной войне, был награждён орденом Отечественной войны 2-й степени и многими медалями.
В 1951 году окончил Ленинградское художественно-графическое педагогическое училище, а в 1957 году графический факультет ИнЖСА им. И. Е. Репина АХ СССР (мастерская профессора М. А. Таранова).
С 1953 года на протяжении 40 лет сотрудничал с издательством «Детская литература». Его иллюстрации были отмечены дипломами Международных, Всесоюзных и Всероссийских конкурсов искусства книги. В 1982 году был награждён дипломом Союза художников СССР.
Умер 7 июня 2016 года.
Его работы находятся во Всероссийском музее А. С. Пушкина, Государственном музее политической истории, Государственном Центральном историческом музее, Государственном музее театрального и музыкального искусства, Музее истории религии, Музее института русской литературы (Пушкинский Дом), других музеях, а также в частных собраниях России и Европы.